# Церковь Святого Адальберта (Берлин)
Це́рковь Свято́го А́дальберта (нем. Kirche Sankt Adalbert) — католическая церковь в Шпандауском предместье, относящемся в берлинскому району Митте. Здание церкви, являющееся памятником архитектуры, было построено по проекту архитектора Клеменса Хольцмейстера в период с 1933 по 1934 год.

## История и описание
Церковь Святого Адальберта, являющая филиальной церковью при церкви Сердца Христова в районе Пренцлауэр-Берг, расположена по адресу Торштрассе, дом 168. Вход в здание находится в центре ряда домов к западу от здания — он обозначен бронзовыми буквам. Святой Адальберт был выбран покровителем католической общины Шпандауского предместья, поскольку в годы основания храма большая часть его прихожан составляли приезжие из Силезии, а также — Восточной и Западной Пруссии; в данных регионах бывший епископ Праги, канонизированный в 999 году, был почитаем. Кроме того, Адальберт являлся покровителем небольшой Любушской епархии, чья территория перешла к Берлинской епархии в 1930 году.
Приход Святого Адальберта был основан в 1927 году: в него вошли почти 7000 прихожан и он стал подразделением католического прихода церкви Святого Себастьяна в районе Гезундбруннен. До в 1932 года — до приобретения в собственности участка земли, где сегодня расположена церковь — мессы проходили в близлежащем школьном спортивном зале. Первый камень в фундамент нового храма, спроектированного австрийским архитектором Клеменсом Хольцмайстером (нем. Clemens Holzmeister), был заложен 18 сентября 1932 года, а уже 22 апреля 1934 года здание было торжественно открыто епископом Николаусом Баресом.
Во время Второй мировой войны, в 1943 году, часть скамей и орган Адальберткирхе были повреждены в результате попадания в здания зажигательной бомбой — мессы пришлось перенести в других помещения; только в день Пятидесятницы 1944 года службы вернулись в здание. В 1945 году в здание попала вторая бомба и храм стал полностью непригоден для использования. В то же время, по сравнению с другими берлинскими церквями, храм не получил значительных повреждений — в связи с тем, что был малозаметен в плотной застройке окружающего его жилого района. После взятия Красной армией Берлина церковь использовалась в качестве конюшни. Церковная утварь и некоторые ценности были заблаговременно спрятаны или зарыты прихожанами. Между 1946 и 1948 годами церковь была отремонтирована; следующий ремонт состоялся к конце 1980-х годов.